# 엔리코 카루소

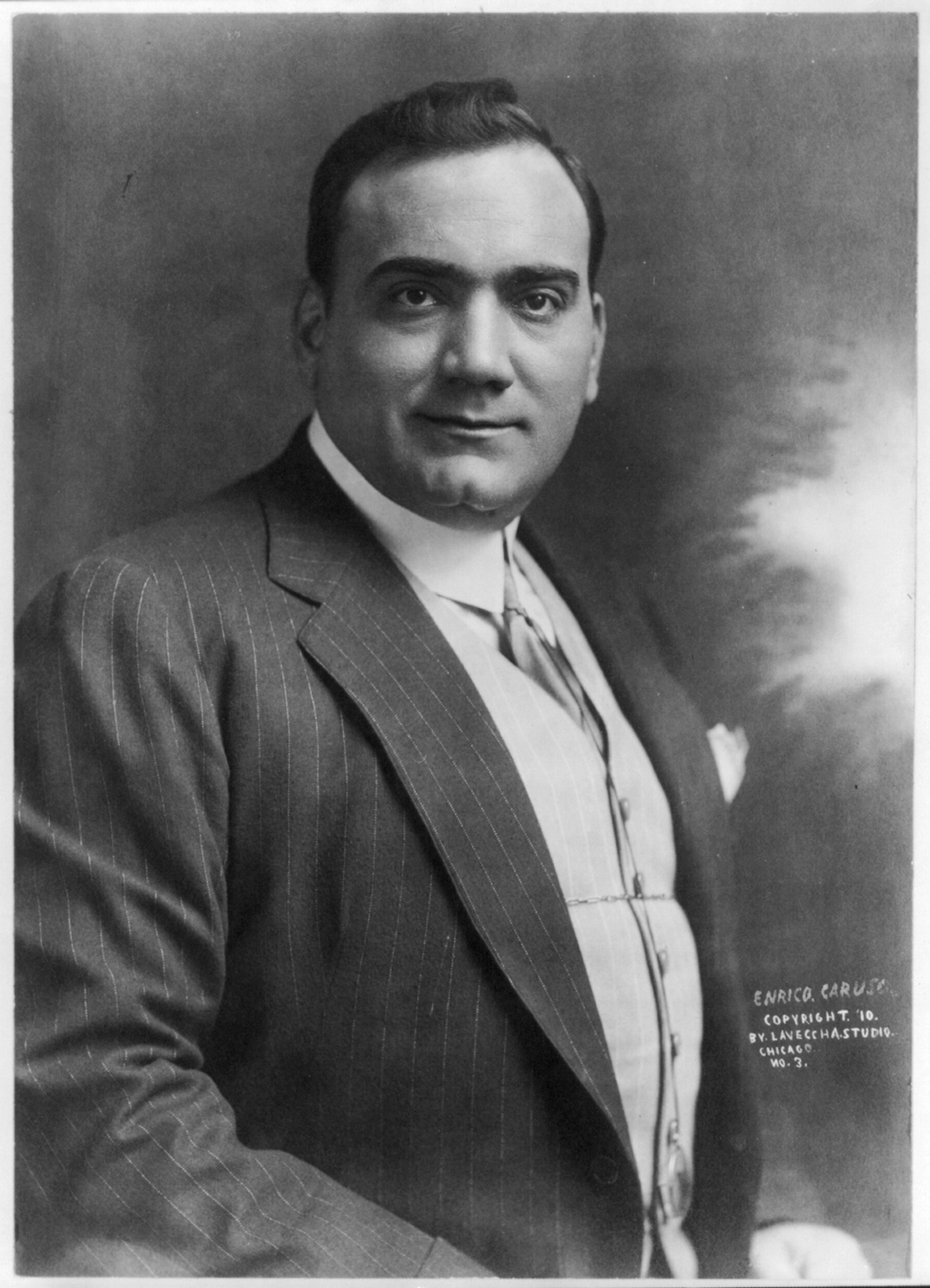
엔리코 카루소

엔리코 카루소(Enrico Caruso, 1873년 2월 25일 ~ 1921년 8월 2일)는 이탈리아의 테너 성악가이다. 유럽과 미국의 주요 오페라 하우스에서 큰 호평을 받았으며 가사부터 극까지 다양한 역할을 맡았다. 상업적으로 녹음된 최초의 주요 노래 재능 중 한 명인 카루소는 1902년부터 1920년까지 247개의 상업적으로 발매된 녹음을 하여 국제적으로 인기 있는 연예계 스타가 되었다.

## 생애
나폴리에서 출생하였으며 1891년부터 롬바르디에게서 성악을 배웠다. 1894년 카세르타에서 파우스트를 노래하여 데뷔하였다. 1902년 모나코의 몬테카를로에서 푸치니 작곡의 《라보엠》을 소프라노 가수 멜바와 함께 공연하여 성공을 거두었다. 이듬해 미국으로 건너가 뉴욕의 메트로폴리탄 오페라 하우스에서 《리골레토》를 공연하여 성공하였다. 이후 베니아미노 질리와 아울러 당대 세계적인 테너 가수로서 명성을 얻었다.

## 같이 보기
- 위대한 카루소: 1951년 미국 영화